# Sovjetunionens damlandslag i fotboll
Sovjetunionens damlandslag i fotboll representerade Sovjetunionen i fotboll på damsidan. Laget spelade sin första match den 12 april 1990 hemma mot Norge och sin sista match den 17 april 1992 borta mot Frankrike. Laget kvalade aldrig in till VM, OS eller EM.